# Fluxys
Fluxys SA ist ein belgischer börsennotierter Fernleitungsbetreiber für Erdgas. 

## Geschichte
Das Unternehmen entstand 2001 durch Abspaltung aus dem ehemaligen Distrigas, dem bedeutendsten Erdgashändler in Belgien. Fast 90 % des Kapitals werden über die Fluxys Holding von Publigas gehalten, einem Zusammenschluss von belgischen Kommunalwerken; der Rest ist in Streubesitz; der belgische Staat besitzt eine „goldene Aktie“.
Fluxys betreibt 4.000 km Pipelines, 18 Interconnector-Punkte und ein Flüssigerdgasterminal in Zeebrugge. Die Betreibergesellschaft des Zeebrugge Hub, Huberator SA, ist eine Tochtergesellschaft der Fluxys. In Deutschland ist Fluxys Betreiber des TENP-Netzes; darüber hinaus hält Fluxys eine Beteiligung am NEL-Projekt, an der Trans-Adria-Pipeline und an der griechischen DESFA. In der Schweiz ist Fluxys Betreiber des Transitgas-Netzes.
2004 ereignete sich an einer Fluxys-Pipeline in Ghislenghien eine Gasexplosion, bei der 24 Menschen starben und mehr als 132 teils schwer verletzt wurden.
Im Zuge der Invasion der Russischen Föderation in die Ukraine hat die ukrainische Nationale Agentur zur Korruptionsprävention das Unternehmen Fluxys am 30. November 2023 in die Liste der Kriegssponsoren aufgenommen, weil das Unternehmen den Export von russischem LNG über die Fluxys-Terminalanlagen förderte.